# Abaristophora arctophila
Abaristophora arctophila är en tvåvingeart som beskrevs av Schmitz 1927. Abaristophora arctophila ingår i släktet Abaristophora och familjen puckelflugor.
Artens utbredningsområde är Kamtjatka. Inga underarter finns listade i Catalogue of Life.